# Schutz vor Feuer

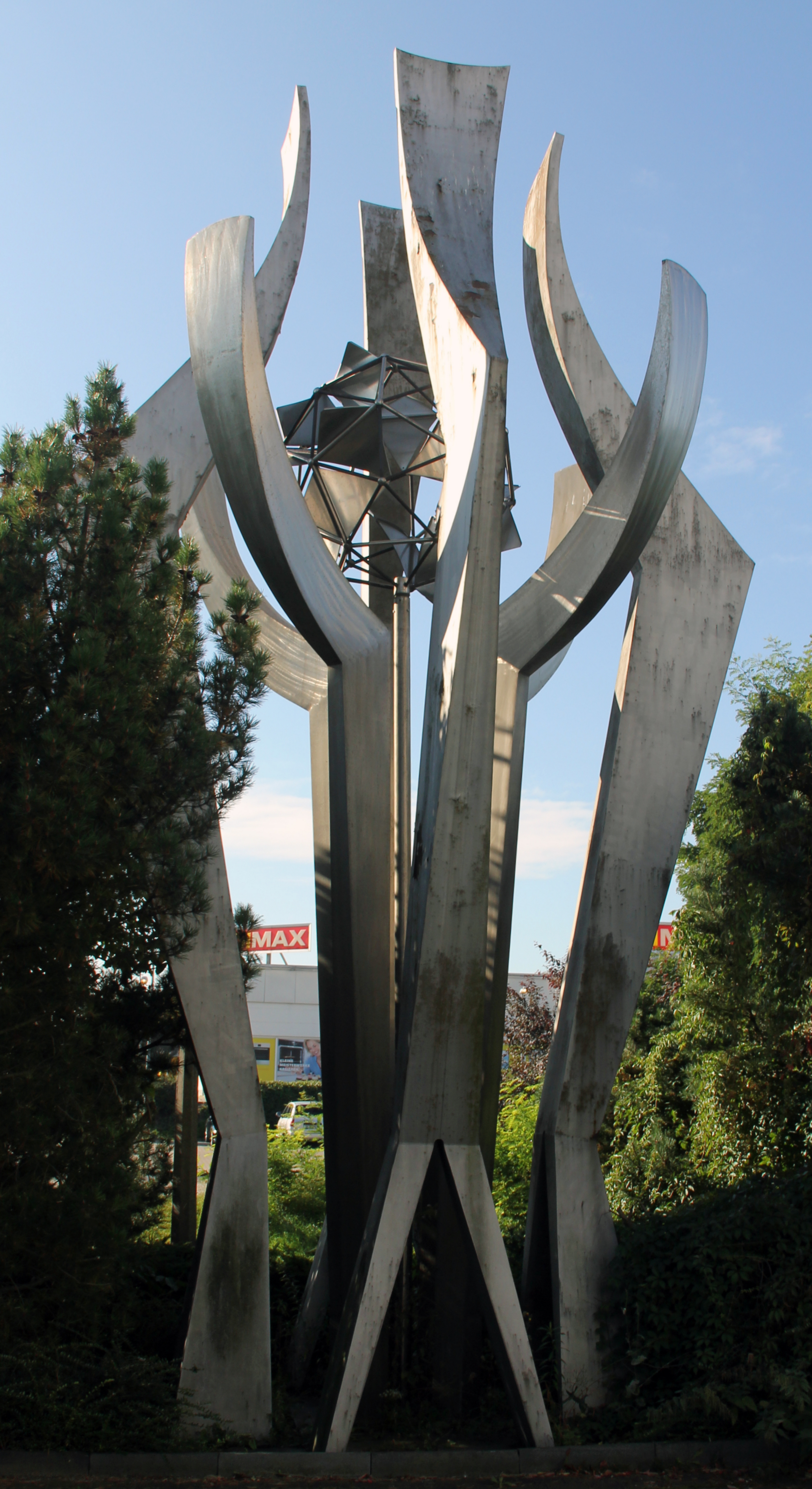
Skulptur Schutz vor Feuer

Das Schutz vor Feuer ist eine Skulptur und ein plastisches Objekt im Ortsteil Marzahn des Berliner Bezirks Marzahn-Hellersdorf.

## Beschreibung
Die Skulptur Schutz vor Feuer wurde im Jahr 1985 von Manfred Büttner vor der Feuerwache Marzahn an der Märkischen Allee Ecke Poelchaustraße aufgestellt; sie ist aus Edelstahl und Stahlblech und 8,00 × 5,00 × 5,00 Meter groß. Sie hat vier vertikale Streben, die eine weltkugelförmige, stilisierte Blüte umschließen, die allein durch Windkraft beweglich ist. Außerdem hat sie an den zwei inneren Edelstahlstreben die zweimalige folgende Inschrift: Schützen was des Volkes Hände schaffen. Dieser Spruch weist unmissverständlich belehrend auf die Thematik der Arbeit hin.